# フランク・S・ベッソン・ジュニア大将級兵站支援艦
フランク・S・ベッソン・ジュニア大将級兵站支援艦（英語: General Frank S. Besson-class Logistics Support Vessels）は、アメリカ陸軍輸送科が運用する兵站支援艦（LSV）の艦級。アメリカ陸軍が保有する艦艇としては最大のものである。

## 来歴
アメリカ陸軍の船艇のうち、上陸用舟艇（LCM・LCU）や兵站支援艦（LSV）は陸軍輸送科によって運用されている。このうち兵站支援艦（LSV）に相当するのが本級であり、揚陸後方支援（Logistics Over The Shore, LOTS）や低脅威度地域における兵站活動への投入が想定されていた。
陸軍輸送科では、もともと、旧式化した汎用揚陸艇（LCU）を更新するために舟艇24隻の建造を計画していた。しかし検討の過程で、「ジョン・U・D・ページ」および「バンカー」の成功を背景として、これら2隻および陸軍保有の貨物船の代替用として、より大型の艦を導入することとなった。まず1985年8月に4隻がノーフォーク造船所にされたものの、入札内容の曖昧さが問題になり、同年10月にキャンセルされた。その後、1986年9月19日に改めて4隻が発注された。

## 設計
設計面では、オーストラリアのビーチング対応型RO-RO船「フランセス・ベイ」を元にしており、このため商船構造として民間の基準で建造された。同船と同様、戦車揚陸艦のように艦首に道板（バウ・ランプ）を有する一方、艦尾にも道板を有しており、RO-RO船としての性格も残されている。艦首尾の道板はいずれも幅8.23メートルであり、長さはそれぞれ15.2メートルと4.87メートルである。1:30の勾配の海岸部にも擱座着岸を行うことができる。その直後の車両甲板は975平方メートルの面積を確保して、816〜1,815メートルトンの車両ないし物資を搭載できる。M1エイブラムス15両を搭載でき、コンテナ搭載能力としては48 TEUとされている。
その後、2001年度から2003年度計画で建造された7・8番艦は、全長を12m延長した発展型とされている。車両甲板は10,500 sq ft (980 m2)と大差ないが、搭載量は2,000メートルトン、50 TEUとされており、主力戦車24両を搭載できる。また艦首には、道板に加えて観音開きの門扉が設置され、道板は23.16×5.49メートルの分節状のものとなった。9番艦の建造も計画されたが、2013年現在実現していない。
また1992年4月には、アメリカの軍事援助として、フィリピン海軍向けにバコロド・シティ級2隻が建造された。これらは基本的に本級と同じ設計であるが、艦尾ランプを持たない代わりにヘリコプター甲板を備え、また兵員150名用の居住区を有する点で異なっている。

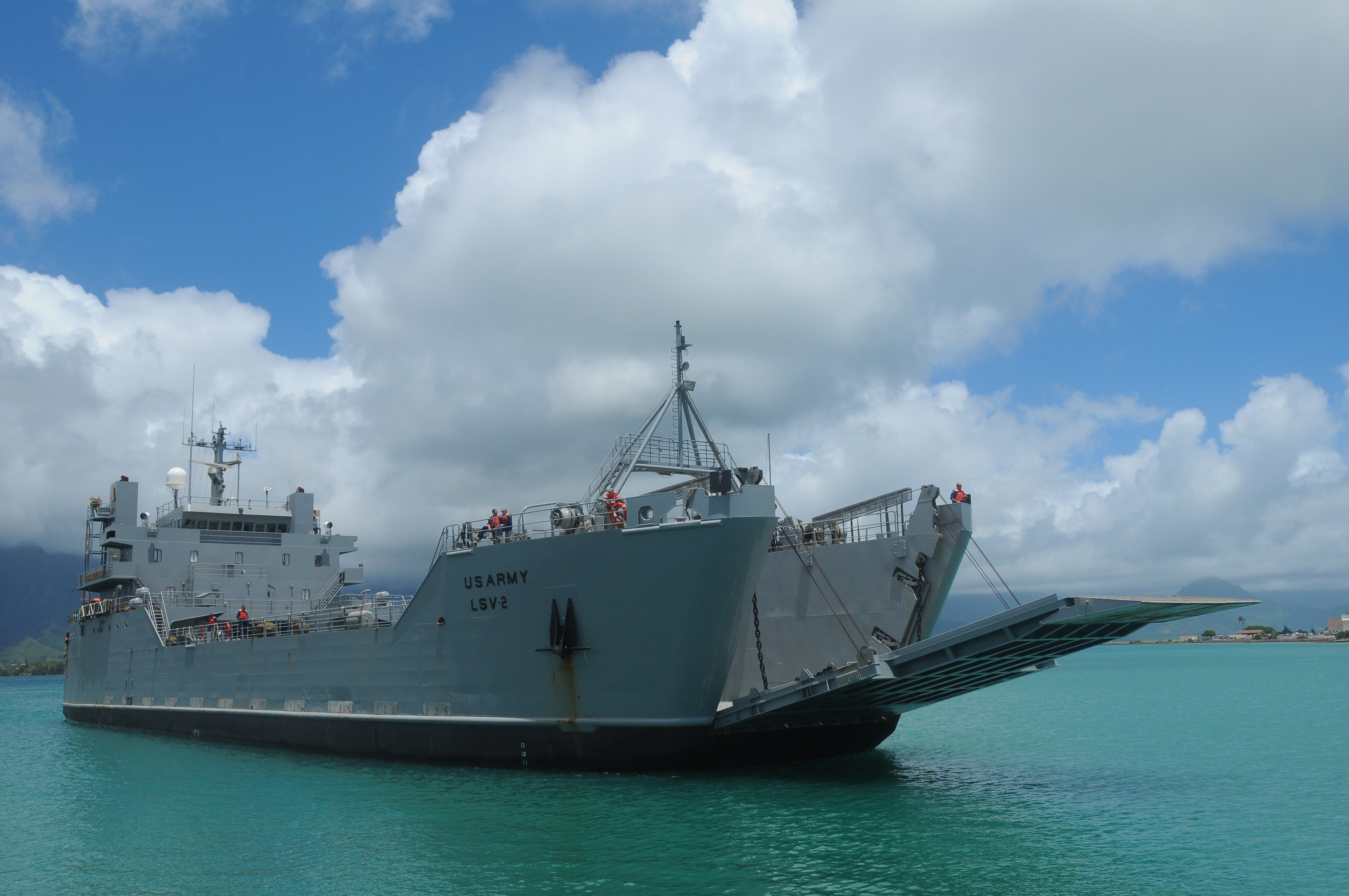
艦首側の道板を半ば下ろした状態。
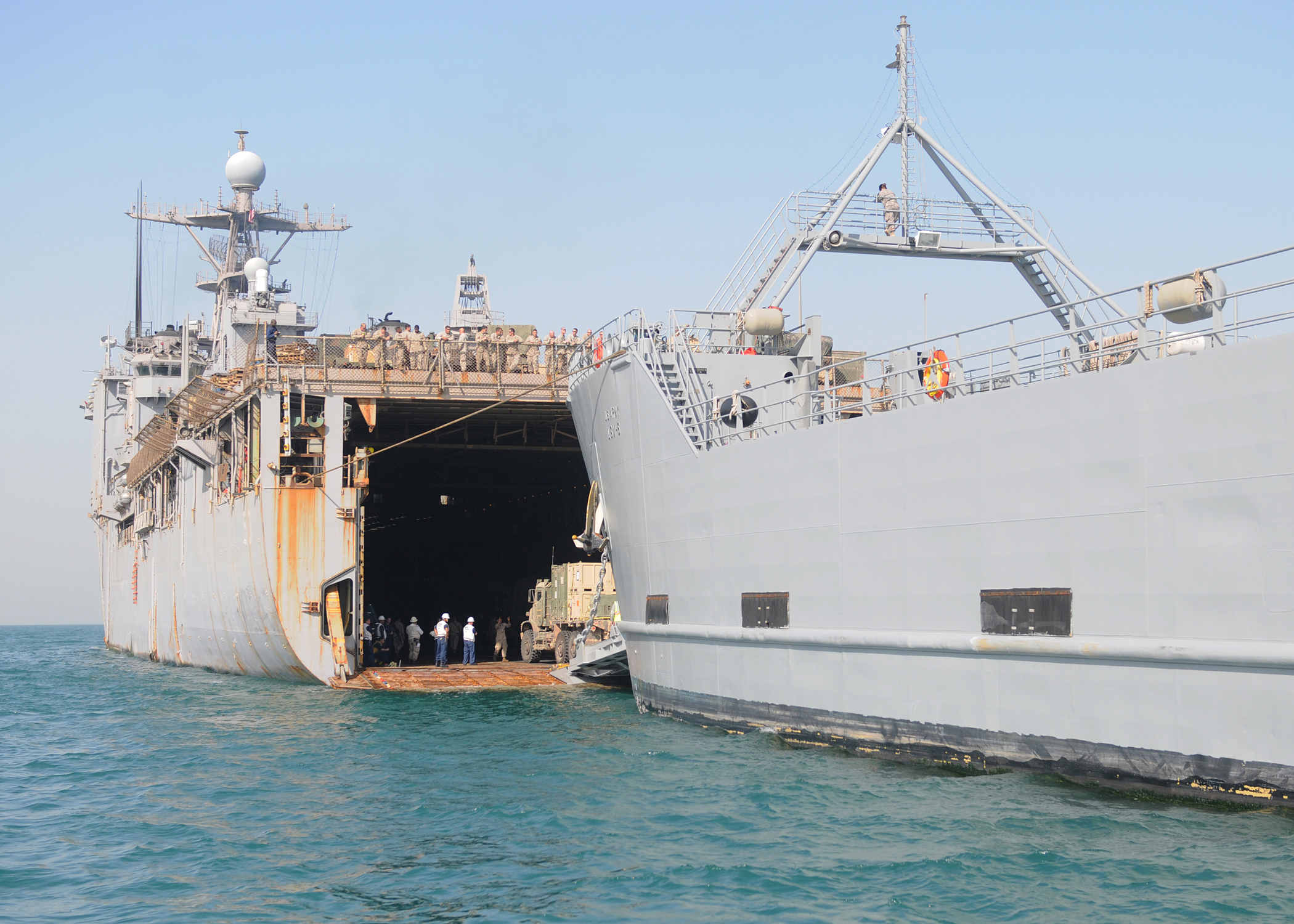
海軍のドック型揚陸艦の艦尾門扉に道板を下ろし、車両を移動させている状態。
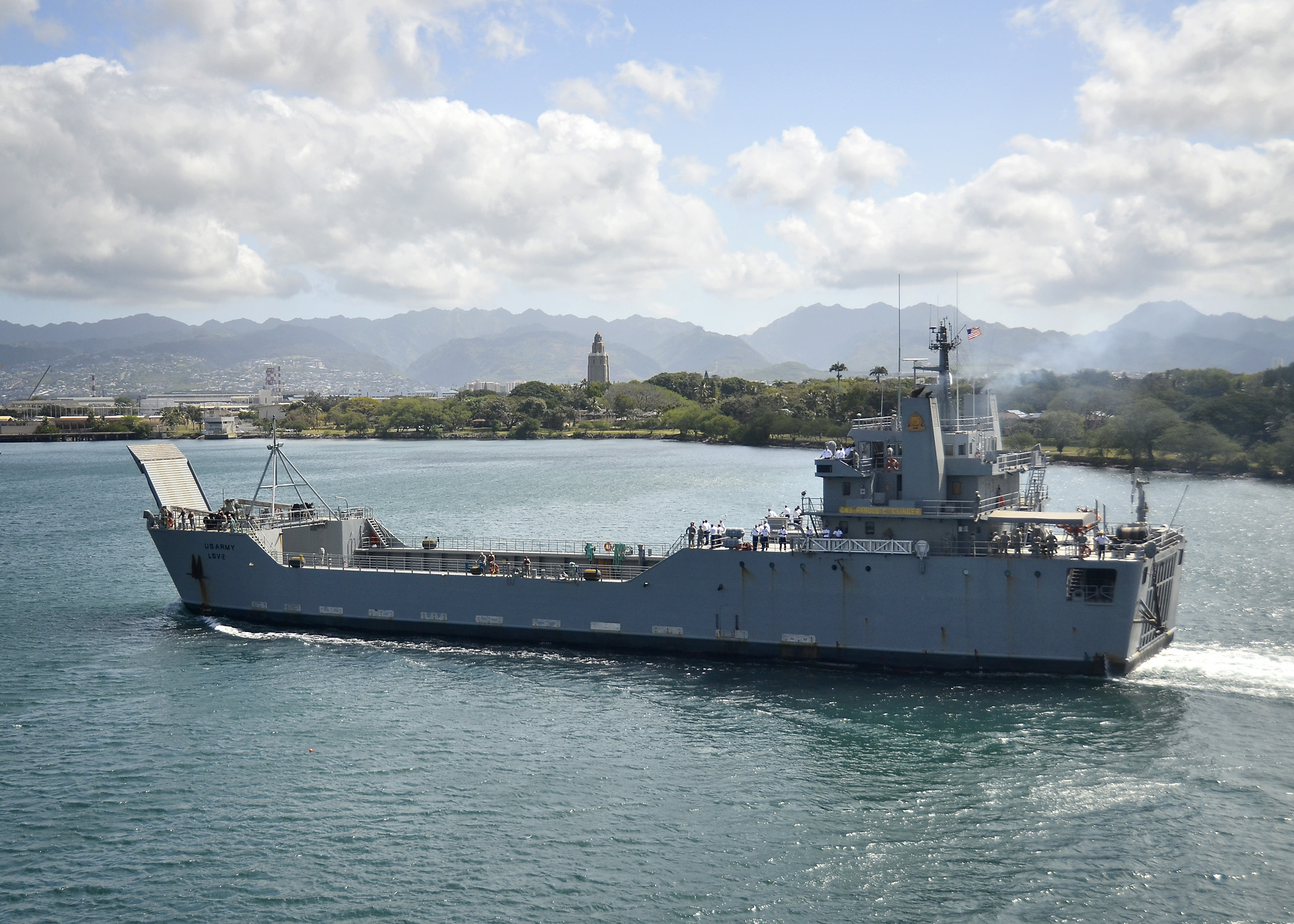
左舷後方からの艦影。
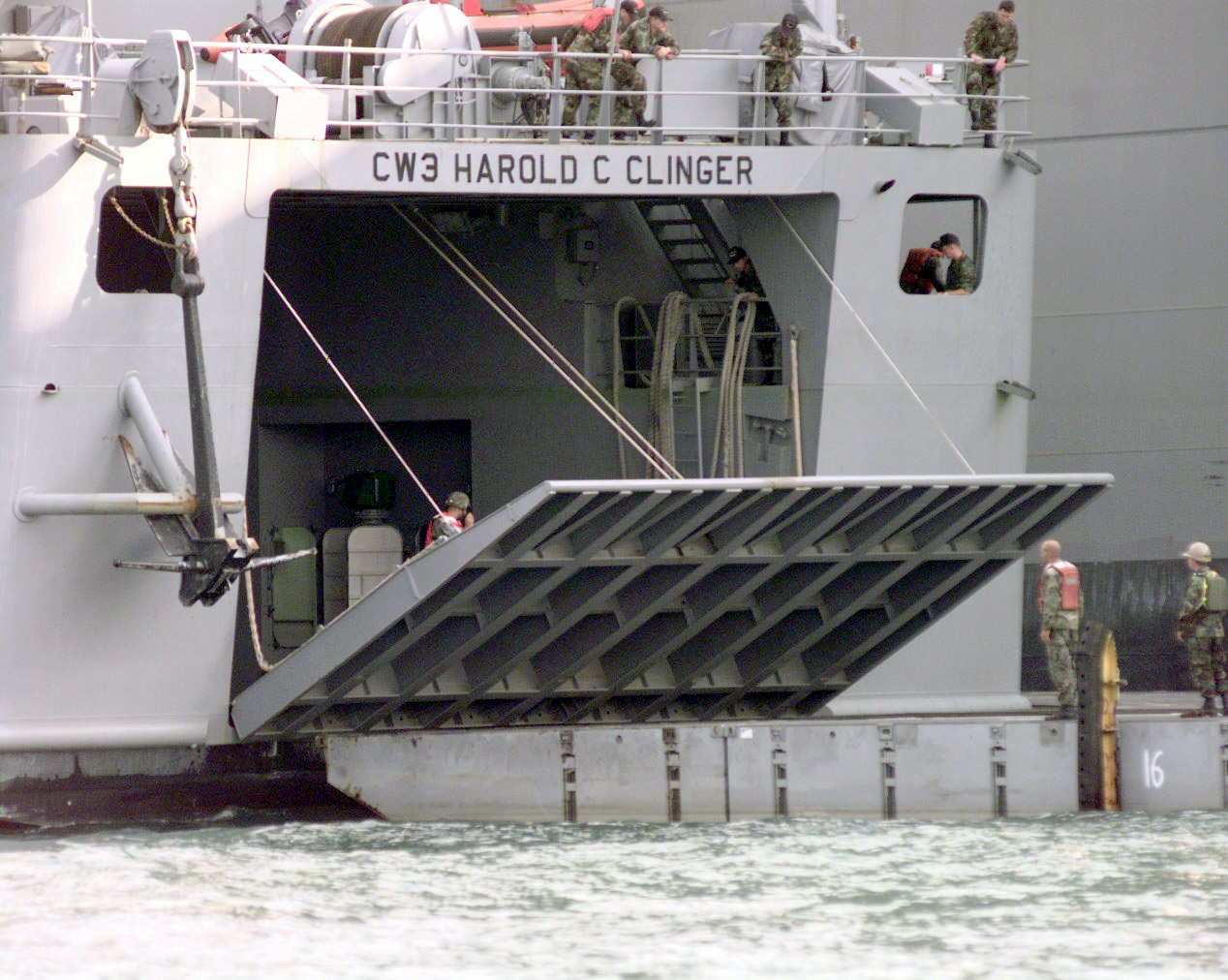
艦尾側の道板を半ば下ろした状態。
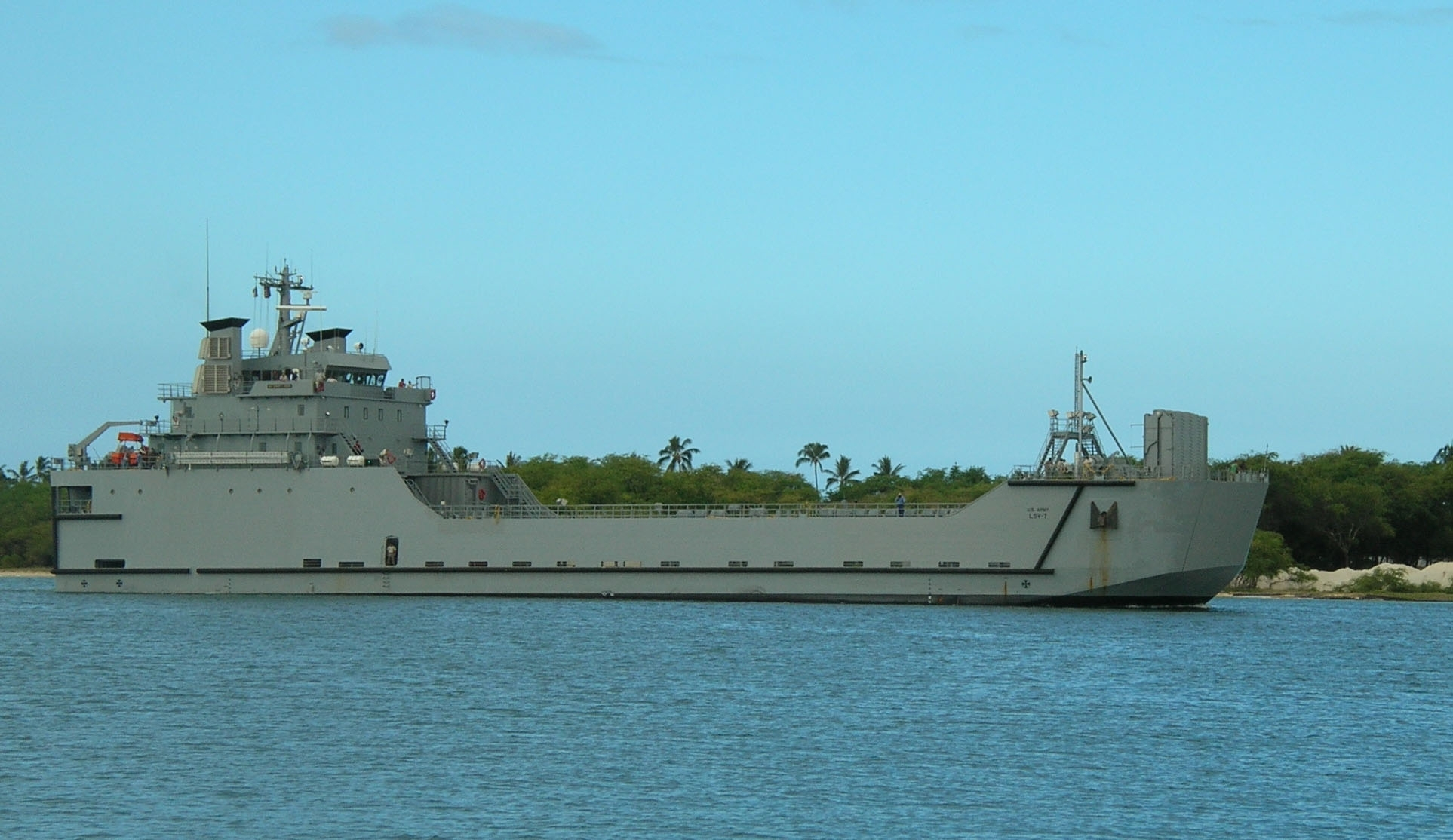
艦首に門扉を追加した7番艦

## 同型艦一覧
| 運用者         | #      | 艦名                                                                 | 進水       | 就役       |
| -------------- | ------ | -------------------------------------------------------------------- | ---------- | ---------- |
| アメリカ陸軍   | LSV-1  | フランク・S・ベッソン・ジュニア大将 USAV General Frank S. Besson, Jr | 1987年6月  | 1988年1月  |
| アメリカ陸軍   | LSV-2  | ハロルド C. クリンガー3等准尉 USAV CW3 Harold C. Clinger             | 1987年9月  | 1988年4月  |
| アメリカ陸軍   | LSV-3  | ブレホン・B・サマーヴェル大将 USAV General Brehon B. Somervell       | 1987年11月 | 1988年7月  |
| アメリカ陸軍   | LSV-4  | ウィリアム・B・バンカー中将 USAV Lt. General William B. Bunker       | 1988年1月  | 1988年9月  |
| アメリカ陸軍   | LSV-5  | チャールズ・P・グロス少将 USAV Major General Charles P. Gross        | 1990年7月  | 1991年4月  |
| アメリカ陸軍   | LSV-6  | ジェームズ・A・ルー四等特技兵 USAV SP4 James A. Loux                 | 1994年4月  | 1995年7月  |
| アメリカ陸軍   | LSV-7  | ロバート・T・クロダ二等軍曹 USAV SSGT Robert T. Kuroda               | 2003年3月  | 2006年8月  |
| アメリカ陸軍   | LSV-8  | ロバート・スモールズ少将 USAV Major General Robert Smalls            | 2004年3月  | 2007年9月  |
| フィリピン海軍 | LC 550 | バコロド・シティー BRP Bacolod City                                  | n/a        | 1993年12月 |
| フィリピン海軍 | LC 551 | ダグパン・シティー BRP Dagupan City ※「カガヤン・デ・オロ」より改名  | n/a        | 1994年6月  |